# IC 4609
IC 4609 је елиптична галаксија у сазвјежђу Херкул која се налази на листи објеката дубоког неба у Индекс каталогу.
Деклинација објекта је + 22° 47' 53" а ректасцензија 16h 33m 1,5s. Привидна величина (магнитуда) објекта IC 4609 износи 14,3 а фотографска магнитуда 15,3. IC 4609 је још познат и под ознакама MCG 4-39-14, CGCG 138-37, NPM1G +22.0538, PGC 58489.